# Fabián Henríquez
Fabián Gastón Henríquez (Mendoza, 8 de junio de 1995) es un futbolista argentino. Juega de mediocampista en Colón de Santa Fe de la Primera Nacional.

## Clubes
| Club       | País      | Año       |
| ---------- | --------- | --------- |
| Godoy Cruz | Argentina | 2015-2021 |
| Huracán    | Argentina | 2021-2022 |
| Colón      | Argentina | 2023-act  |

## Estadísticas
| Club                 | Temporada           | Liga | Liga | Copa Nacional | Copa Nacional | Copa Internacional | Copa Internacional | Total | Total |
| Club                 | Temporada           | PJ   | G    | PJ            | G             | PJ                 | G                  | PJ    | G     |
| -------------------- | ------------------- | ---- | ---- | ------------- | ------------- | ------------------ | ------------------ | ----- | ----- |
| Godoy Cruz Argentina |                     |      |      |               |               |                    |                    |       |       |
| 2015                 | 1                   | 0    | 0    | 0             | 0             | 0                  | 1                  | 0     |       |
| 2016                 | 2                   | 0    | 3    | 1             | 0             | 0                  | 5                  | 1     |       |
| 2016-17              | 17                  | 0    | 1    | 0             | 4             | 0                  | 22                 | 0     |       |
| 2017-18              | 12                  | 0    | 2    | 0             | 2             | 0                  | 16                 | 0     |       |
| 2018-19              | 4                   | 0    | 0    | 0             | 0             | 0                  | 4                  | 0     |       |
| Total                | 36                  | 0    | 6    | 1             | 6             | 0                  | 48                 | 1     |       |
| Total en su carrera  | Total en su carrera | 36   | 0    | 6             | 1             | 6                  | 0                  | 48    | 1     |